# Tetsuya Honda
Tetsuya Honda (誉田 哲也, Honda Tetsuya) (Tokyo, 18 agosto 1969) è uno scrittore giapponese.
Autore di libri gialli e di thriller, è uno dei romanzieri più famosi del Giappone con quasi cinque milioni di copie vendute solo in patria. Laureato al dipartimento di economia della Gakushūin University, membro della associazione Mystery Writers of Japan, ha vinto numerosi premi prestigiosi. Molti dei romanzi con protagonista Reiko Himekawa, una giovane tenente della polizia metropolitana di Tokyo, sono stati tradotti in francese, inglese, tedesco, polacco, cinese, tailandese, vietnamita e in italiano.

## Biografia
Nato da una famiglia di imprenditori, a 15 anni entrò a far parte di un gruppo rock e dopo essersi diplomato all'università si impegnò per diventare un musicista professionista mentre lavorava per l'azienda paterna.
All'età di 30 anni assistette al debutto della talentuosa cantante e cantautrice Ringo Shiina e si rese conto che non sarebbe mai diventato un musicista professionista di alto livello.
Successivamente svolse l'attività di giornalista per un sito dedicato alle arti marziali e specializzato nel Pancrase wrestling. Fu allora che incominciò a scrivere narrativa.
Honda apprezza particolarmente la fantascienza (soprattutto i romanzi di Shinichi Hoshi, i romanzi horror o i romanzi che mescolavano questo genere con la fantascienza tra i quali: Ring di Kōji Suzuki, Parasite Eve di Hideaki Sena o Devilman di Gō Nagai) quindi iniziò la sua carriera scrivendo dei romanzi horror. Strawberry Night, il suo primo thriller, esce nel 2007 e inaugura la serie dedicata a Reiko Himekawa. Questo romanzo, pubblicato in italiano a gennaio 2023 con il titolo di Omicidio a Mizumoto Park, è noto per le sue descrizioni meticolose delle indagini di polizia.
Tetsuya Honda è anche uno dei primi autori giapponesi ad assegnare il ruolo principale a un'eroina donna. In questo modo ha influenzato una generazione di autori e registi. Parallelamente alla sua attività di scrittore continua la sua opera di sceneggiatore di manga.
Dal libro "Omicidio a Mizumoto Park"  sono stati tratti in Giappone un film e una serie televisiva a puntate.

## Opere
- Kokkyō jihen, Border Incident (国境事変), 2007
- Hang (ハング), 2009
- Kabukichō Seven (歌舞伎町セブン), 2010
- Kabukichō Damned (歌舞伎町ダムド), 2014
- Kabukichō Genome (歌舞伎町ゲノム), 2019

Serie di Natsumi Kashiwagi
- La ragazza della tempesta (Shuppū girl, 疾風ガール), 2005
- Girl Meets Girl (ガール・ミーツ・ガール), 2009

La trilogia di Jiu
- Jiu I: Keishichō tokushu hanzai sōsagakari (ジウI 警視庁特殊犯捜査係), 2005
- Jiu II: Keishichō tokushu kyūshū butai (ジウII 警視庁特殊急襲部隊), 2006
- Jiu III: Shin sekai chitsujo (ジウIII 新世界秩序), 2006

Serie di Reiko Himekawa
- Omicidio a Mizumoto Park (Strawberry Night, ストロベリーナイト), 2006 (edizione italiana 2023)
- Misterioso omicidio a Tokyo (Soul Cage, ソウルケイジ), 2007 (edizione italiana 2024)
- Symmetry, 2008
- Invisible Rain (インビジブルレイン), 2009
- Kansen yūgi (感染遊戯), 2011
- Blue Murder (ブルーマーダー), 2012
- Index (インデックス), 2014
- No Man's Land (ノーマンズラン), 2017

Serie Bushidō
- Bushidō Sixteen (武士道シックスティーン), 2007
- Bushidō Seventeen (武士道セブンティーン), 2008
- Bushidō Eighteen (武士道エイティーン), 2009
- Bushidō Generation (武士道ジェネレーション), 2015